# Appeasementpolitiek

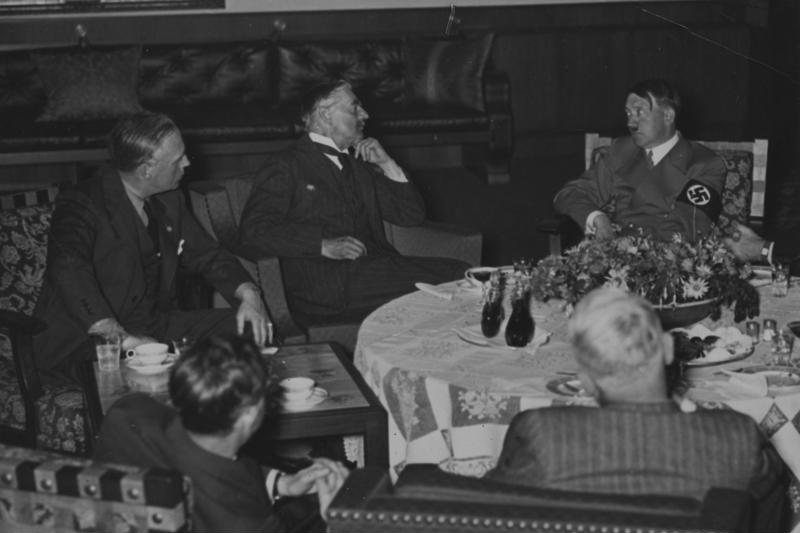
München - v.l.n.r.: Joachim von Ribbentrop, Neville Chamberlain, Adolf Hitler in gesprek tijdens de Conferentie van München

Verzoeningspolitiek of appeasementpolitiek is diplomatiek beleid gericht op het vermijden van oorlog door concessies te doen aan een andere macht. Historicus Paul Kennedy omschrijft het als "beleid om internationale (...) ruzies bij te leggen door met rationele onderhandelingen en compromissen grieven te onderkennen en weg te nemen, zodat een gewapend conflict wordt vermeden dat duur, bloedig en mogelijk zeer gevaarlijk zou zijn". Appeasement werd in de jaren 1930 gebruikt door de Europese democratieën die, met de verschrikkingen van de Eerste Wereldoorlog in het achterhoofd, probeerden oorlog met Duitsland en Italië te voorkomen.

## Appeasement en de Tweede Wereldoorlog
De term wordt veelal gebruikt voor de buitenlandse politiek van de Britse premier Neville Chamberlain ten opzichte van nazi-Duitsland tussen 1937 en 1939. 

### Conferentie van München
De grootste speler in de appeasementpolitiek tijdens de Tweede Wereldoorlog is het Verenigd Koninkrijk, in het bijzonder uitgevoerd door Chamberlain. Opvallend in de Britse buitenlandse politiek is de tolerante houding tegenover Duitsland, zo onderneemt men bijvoorbeeld geen actie bij de bezetting van het Rijnland in 1936. De eerste echte stap die ondernomen wordt tegen de Duitse expansie, is het Verdrag van München in september 1938. Hier worden afspraken gemaakt over de inname van het Duitstalige gedeelte van Tsjecho-Slowakije (Sudetenland), waarbij Chamberlain toegeeft dat Duitsland het mag annexeren maar hierna haar expansie stopzet. De geschiedenis zal uitwijzen dat Hitler ook dit verdrag schendt, wat ook een bewijs is van het falen van de appeasementpolitiek.

### Redenen
Een reden voor deze politiek was dat het Verenigd Koninkrijk op dat moment zich snel aan het voorbereiden was op een oorlog. Zijn troepenmacht werd vergroot en de economie en industrie sterker gericht op militaire productie. Dat leidde ertoe een conflict met Duitsland uit te stellen om de militaire positie verder te verbeteren.
Een tweede belangrijke factor was de publieke opinie: met de herinneringen aan de Eerste Wereldoorlog nog vers in het geheugen was de Britse bevolking niet gunstig gestemd over een nieuwe oorlog. Wilde Chamberlain als premier herkozen worden, moest hij het volk niet tegen zich in het harnas jagen. Tot slot vormde een sterk Duitsland een goede buffer tegen de Sovjet-Unie, als bescherming tegen het communistische gedachtegoed dat als een bedreiging werd gezien voor het westerse kapitalisme.

## Visies

### Traditionele visie
Historici in de jaren 1940 bekritiseerden appeasement als lafheid die Hitler er uiteindelijk toe in staat stelde de Tweede Wereldoorlog te starten. De reeks van incidenten waarin Duitsland, Italië en Japan genegeerd werden of concessies aan deze landen werden gedaan (agressie jegens China, hermilitarisering van het Rijnland, Anschluss, Italiaans-Abessijnse oorlog, Verdrag van München, ontmanteling van Tsjecho-Slowakije, bezetting van Memel) moedigden deze landen door het uitblijven van een reactie tot verdere agressie aan. Bovendien lieten de geallieerden de kans voorbij gaan Duitsland een halt toe te roepen toen het militair nog relatief zwak was. Het was juist door de tolerante houding van Chamberlain, dat het Duitsland mogelijk maakte uit te breiden en meer gebied te annexeren, wat uiteindelijk tot de onnodige dood van vele Britten heeft geleid. Een weerbarstiger houding jegens Duitsland (zoals in 1934 naar aanleiding van de Oostenrijkse Juliputsch) had wellicht al in 1936 of zelfs nog in 1938 en 1939 de oorlog kunnen voorkomen.

### Revisionistische visie
Historici in de jaren 1950 argumenteerden dat appeasement duidelijk een oorzaak was van de oorlog, maar tevens een begrijpbare, verklaarbare en logische reactie was op langzaam ontwikkelende en vooraf niet te voorspellen problemen. Aangezien men de toekomst niet kan voorspellen, deden ze het beste wat ze konden met de middelen en beperkingen die ze hadden. Geen mens had ooit kunnen denken dat dit zou leiden tot een tweede wereldoorlog.

### Post-revisionistische visie
Historici in de jaren 1990 stelden dat appeasement de enige keuze was die de Britse overheid had in de jaren 1930 tegen Duitsland. Door de vele factoren die meespeelden (militair niet klaar, publieke opinie), waren er geen andere oplossingen, een directe oorlog had waarschijnlijk nog nefastere gevolgen gehad. De appeasementpolitiek werd enkel slecht uitgevoerd, te lang volgehouden en was niet krachtig en duidelijk genoeg afgedwongen om Hitler in bedwang te houden. Deze hypothese is ook weer bekritiseerd, omdat zij de Duitse militaire kracht te hoog zou inschatten en geïnspireerd zou zijn door een principiële afwijzing van iedere samenwerking met de Sovjet-Unie.